# حیات مردان نامی
حیات مردان نامی مشهورترین کتاب پلوتارک یا پلوتارخوس (حدود ۴۶–۱۲۷م)، مورخ، زندگی‌نامه‌نویس و فیلسوف بزرگ یونانی در اواسط قرن اول میلادی است.

## ساختار
متن کتاب شامل شرح‌حال ۴۴تن‌ از مردان برجسته یونانی و رومی و مقایسه(۱۵ عدد) آن‌ها با همدیگر است. این کتاب چهار زندگی‌نامه منفرد دیگر را نیز دربرمی‌گیرد. انگیزه او بیشتر استفاده اخلاقی و عبرت‌آموزی بوده‌است. در نوشتن این کتاب، از منابع فراوان مورخان یونانی و رومی پیش از خود بهره گرفته و تقریباً بیشتر این منابع را در کتابش نام برده‌است. وی در این کتاب از حماسه، شعر، تراژدی، کمدی و فلسفه استفاده کرده‌است.

## گزارش محتوا
بدون تردید کسانی که به فرهنگ مغرب زمین احاطه دارند و حتی کسانی که معرفت سطحی نسبت به تاریخ دارند، نام پلوتارک و کتاب بسیار مشهورش «مقایسه سرگذشت‌ها» یا «حیات مردان نامی» را خوانده یا لااقل شنیده‌اند. علت این اشتهار آنست که مورخ مذکور، مروج سبک و روش مخصوصی است در تاریخ که همانا بیان حیات مردان مشهور و مقایسه نکات برجسته و جالب دقت زندگانی آنان است‏.
پلوتارک عالماً و عامداً در بعضی از نکات تاریخی دخل و تصرف نموده‌است و مدعی نیست که بعضی مسائل مندرجه در تاریخش، مطلقاً بوی صحت و امانت می‌دهد. در واقع چون قصد و نیتش مطالعه و بحث اخلاق اشخاصی تاریخی است، به تمام وقایع به یک میزان توجه ندارد. وی درصدد ابتکار نیست، بلکه مترصد است که مجموعه‌ای هماهنگ از جمیع کیفیات و حالات روح بشر، به شکل برجسته بنمایاند. بدین‌جهت نباید در حین مرور به تاریخ پلوتارک، درصدد کاوش‌های متبحرانه در روشن شدن دقایق تاریخی بود. بلکه باید به احاطه کامل و وسعت تفحصات و مدارک تاریخی پلوتارک توجه داشت؛ زیرا کثرت مآخذ و مدارکی که مؤلف نام می‌برد، حاکی از مراجعه اوست به کلیه کتب عصر که شخصاً یا به‌وسیله دستیاران خود به جمع آنها اقدام نموده‌است و با توجه به اینکه پلوتارک مرد بسیار دقیق بوده‌است، این نکته برمی‌آید که به‌احتمال نزدیک به‌یقین بعضی از متون که به‌طور ناقص در تاریخ او ذکر شده‌است، کار دستیارانی باشد که به‌عنوان کمک از مآخذ سواد برداشته‌اند و دچار سهو و نسیان شده‌اند‏.
پلوتارک از مورخان به‌نام یونان باستان است که در عصر رومیان، کتاب حیات مردان نامی را نوشت. او به‌جای نگارش حوادث زمان معاصر خود، با استفاده از نوشته‌های مورخان، کوشید نوعی بازسازی را در تاریخ‌نویسی ارائه دهد. هرچند این کتاب بیشتر دربارهٔ افراد و شخصیت‌های مشهور یونان و روم نوشته شده، اما مطالبی نیز در ارتباط با ایران عصر هخامنشی، سلوکی و اشکانی دارد‏.
با وجود آن‌که کتاب حیات مردان نامی بیشتر دربارهٔ افراد و شخصیت‌های یونانی و رومی است و به‌جز زندگی‌نامه اردشیر دوم هخامنشی، به‌طور مستقل به زندگی هیچ شخصیت ایرانی دیگر نپرداخته‌است، درعین‌حال پلوتارک در زندگی‌نامه‌های افراد یونانی و رومی به‌طور پراکنده از ایران و ایرانیان مطالبی را ذکر کرده‌است. او اطلاعات خود را از منابع گوناگون استفاده می‌کند. دربارهٔ جنگ‌های ایران و یونان، کتاب هرودوت منبع اصلی است. از نوشته‌های توسیدید نیز به فراوانی بهره برده، در مورد نبرد سالامیس از نوشته‌های آشیل که تراژدی به نام ایرانیان داشته و خود در این جنگ حضور داشته، بهره گرفته‌است. مورد زندگی اردشیر دوم از نوشته‌های مورخانی چون دیون یا دنیون و هراکلید و کنزیاس استفاده کرده‌است‏.
پلوتارک نیز مانند هرودوت ایران را مظهر و مرکز استبداد می‌داند و یونان و تمدن آن را مظهر آزادی و روح دمکراسی قلمداد می‌کند. نوشته‌های او نشان می‌دهد که وی دولت هخامنشی را دولتی سلطه‌گر می‌دانست که یونانی‌ها حتی به قیمت نابودی خود، باید جلوی آن را می‌گرفتند. باوجوداین، پلوتارک نیز مانند توسیدید شاهان هخامنشی را بزرگ می‌داند و نشان می‌دهد که از نظر یونانیان، ایران منبع ثروت بی‌پایانی است که آن‌ها (یونانی‌ها) همیشه با حسرت به آن نگاه می‌کردند. از نوشته‌های پلوتارک به‌خوبی می‌توان فهمید که ایرانیان در معادلات سیاسی میان دولت-شهرهای یونانی، نقش اصلی را داشتند. به‌طوری‌که سرداران و فرمانروایان یونانی برای افزایش نفوذ سیاسی یا موقعیت اقتصادی خود در برابر رقیبان، با آن‌ها در حال چانه‌زنی هستند. نویسنده نشان می‌دهد که خود یونانی‌ها بر قدرت ایرانیان اذعان داشتند. منتها تمام تلاششان آن بود که این قدرت به مرزهای آسیا منحصر باشد‏.
با وجود دید ناسیونالیستی پلوتارک، از نوشته‌های او می‌توان فهمید که یونانیان تحت‌تأثیر فرهنگ و تمدن ایران بوده‌اند. آن‌ها از معماری هخامنشی الهام می‌گرفتند. چنان‌که پلوتارک می‌نویسد: پریکلس ساختمانی را بنا کرد. «گویند که آن را از روی الگوهای محل جلوس خشایار شاه ساخته و به امر پریکلس از آن محل طراحی و اقتباس شده‌است» ‏.
چنان‌که گفته شد، به‌جز زندگی‌نامه اردشیر دوم هخامنشی، موضوع نوشته‌های پلوتارک تاریخ ایران نبوده‌است؛ اما چون بسیاری از قهرمانان کتاب او به‌نوعی زندگی‌شان با ایران و ایرانیان گرده خورده‌است، پس به‌ناچار او مطالبی را از تاریخ ایران ذکر می‌کند. پلوتارک ظاهراً نظر خوبی نسبت به کوروش، مؤسس سلسله هخامنشی، نداشته و محرّک او برای فتوحات را چون اسکندر مقدونی، میل و شهوت سیراب‌نشدنی به تسلط و سلطنت و حرص و ولع بی‌انتها در فرمانروایی مطلق می‌داند‏.
پلوتارک می‌نویسد، تا قبل از مهرداد دوم، ملت ایران و روم با هم ارتباطی نداشتند؛ اما توسعه‌طلبی‌های رومیان در شرق و فتوحات مهرداد در غرب سرانجام باعث برخورد بین دو کشور شد که سرانجام به جنگ کشیده شد. رومیان توسعه‌طلب می‌خواستند دولتی غیر از دولت روم نباشد و امپراتوری عظیم خود را «صلح رومی» می‌نامیدند؛ اما اشکانیان چون سدّی در مقابل ایشان بودند. به نوشته پلوتارک، رومیان، اشکانیان را «خدعه‌کارترین اقوام گیتی» می‌دانستند‏.
در زمان فرهاد چهارم، گروهی از نجبا به خارج از کشور فرار کردند. در این زمان آنتوان سردار رومی به ایران حمله کرد. رومیان که هنوز در ننگ و شرمساری شکست حران بودند، برای تلافی به ایران یورش آوردند. در این جنگ، پادشاه ارمنستان با رومیان همراه شد و آنتوان با لشکر عظیمی که به قول پلوتارک آوازه آن تا اقصا نقاط آسیا رفته بود، به ایران لشکر کشید: «این سپاه عظیم و جرار که حتی هندیان ماوراءالنهر و بلخ را به هراس انداخته و پشت آسیا را به لرزه انداخته بود». پلوتارک از تاکتیک‌های متعدد فرهاد علیه آنتوان خبر می‌دهد. هرچند که نویسنده حیات مردان نامی از پیروزی آنتوان بر اشکانیان دم می‌زند، اما مطالبی که نقل می‌کند، چیزی جز گزارش شکست، قحطی و مرگ و نابودی رومیان نیست. به‌طوری‌که آنتوان با بدبختی سرحدات ایران را ترک می‌کند‏.
پلوتارک از بقیه پادشاهان اشکانی نامی نمی‌برد؛ اما در عوض مطالب مناسبی در ارتباط با آداب، رسوم، سرزمین‌ها و اقوام اطراف ایران به دست می‌دهد. این‌که «هیبری‌ها» در اطراف دریای خزر زندگی می‌کردند و هرگز تحت سلطه ایرانیان نرفتند. حتی تابع اسکندر و مقدونی‌ها نشدند. یا آمازون‌ها که اطراف کوهستان‌های قفقاز رو به سمت دریای خزر سکنا داشتند، و در زمان لشکرکشی پمپه به سرزمین گرگان، در اراضی ساحلی مارهای بسیار و مهلکی بود که مشکلات زیادی برای او ایجاد کرد.

## وضعیت کتاب
فهرست مطالب هر جلد در ابتدای آن و فهارس مردان نامدار و اعلام در پایان جلد چهارم ذکر شده‌است.

### فهرست مجلدات

#### جلد یکم:[۲]
1. زندگانی تسئوس
2. زندگانی رومولوس
3. زندگانی لیکورگوس
4. زندگانی نوما پومپیلیوس
5. مقایسهٔ لیکورگوس و نوما پومپیلیوس
6. زندگانی سولون
7. زندگانی پوبلیکولا
8. زندگانی تمیستوکل
9. زندگانی کامیلوس
10. زندگانی پریکلس
11. زندگانی فابیوس ماکسیموس
12. مقایسهٔ پریکلس با فایبوس ماکسیموس
13. زندگانی آلسیبیاد
14. زندگانی کوریولانوس
15. مقایسهٔ آلسیبیاد با کوریولانوس
16. زندگانی تیمولئون
17. زندگانی لوکیوس امیلیوس پائولوس
18. مقایسهٔ زندگانی تیمولئون با امیلیوس پائولوس

#### جلد دوم:[۳]
1. شرح حال پلوپیداس
2. سرگذشت مارسلوس
3. مقایسهٔ پلوپیداس و مارسلوس
4. زندگانی آریستید
5. شرح زندگانی کاتوی سانسورچی
6. مقایسهٔ آریستید و کاتوی سانسورچی
7. زندگانی فیلوپوئمن
8. زندگانی کوئینکتیوس فلامینینوس
9. مقایسهٔ فیلوپوئمن و فلامینینوس
10. زندگانی پیروس
11. زندگانی گایوس ماریوس
12. زندگانی لیزاندر
13. زندگانی سولا
14. زندگانی سیمون
15. زندگانی لوکولوس
16. مقایسهٔ سیمون و لوکولوس

#### جلد سوم:[۴]
1. زندگانی نیکیاس
2. حیات مارکوس کراسوس
3. مقایسهٔ نیسیاس با مارکوس کراسوس
4. زندگانی سرتوریوس
5. زندگانی ائومنس
6. مقایسهٔ سرتوریوس و ائومنس
7. زندگانی آژیلاوس دوم
8. زندگانی پومپیئوس
9. مقایسهٔ آژیلاوس با پومپیئوس
10. زندگانی اسکندر
11. زندگانی ژولیوس سزار
12. زندگانی فوسیون
13. زندگانی کاتوی کوچک

#### جلد چهارم:[۵]
1. زندگانی آژیس و کلئومنس
2. زندگانی تیبریوس گراکوس
3. زندگانی گایوس گراکوس
4. مقایسهٔ آژیس و کلئومنس با تیبریوس و گایوس گراکوس
5. زندگانی دمستن
6. زندگانی سیسرون
7. مقایسهٔ دمستن و سیسرون
8. زندگانی دمتریوس
9. زندگانی آنتونیوس (آنتوان)
10. مقایسهٔ دمتریوس و آنتوان
11. زندگانی اردشیر
12. زندگانی دیون
13. زندگانی مارکوس بروتوس
14. مقایسهٔ دیون و بروتوس
15. زندگانی آراتوس
16. زندگانی گالبا
17. زندگانی اوتو

##### فهرست‌ها
- فهرست مردان نامداری که پلوتارک در این کتاب از زندگی آنها سخن گفته‌است
- فهرست اعلام
- واحدهای پول
- واحدهای فواصل
- توزین مایعات
- گاهشماری
- واحد اوزان
- چاپهای مهم متن یونانی کتاب
- چاپهای مهم ترجمهٔ آمیوت بفرانسه
- ترجمه هی فرانسوی مهم
- ترجمه‌های لاتین
- سایر ترجمه‌های مهم
- منتقدین و تالیفات تفسیری مهم

## ترجمه فارسی
رضا مشایخی این کتاب را به فارسی ترجمه و در چهار جلد منتشر کرده‌است.

## بن‌مایه
1. 1 2  بر اساس فهرست ۴جلد
2. ↑  حیات مردان نامی. ج. اول. تهران: بنگاه ترجمه و نشر کتاب. ۱۳۴۳. ص. ۸.
3. ↑  حیات مردان نامی. ج. دوم. تهران: بنگاه ترجمه و نشر کتاب. ۱۳۳۷. ص. -۱.
4. ↑  حیات مردان نامی. ج. سوم. تهران: بنگاه ترجمه و نشر کتاب. ۱۳۴۶. ص. -۱.
5. ↑  حیات مردان نامی. ج. چهارم. تهران: بنگاه ترجمه و نشر کتاب. ۱۳۳۸. ص. -۱.